# Microterys trjapitzini
Microterys trjapitzini är en stekelart som beskrevs av Yasnosh 1969. Microterys trjapitzini ingår i släktet Microterys och familjen sköldlussteklar. Inga underarter finns listade i Catalogue of Life.